# Tour della nazionale maschile di rugby a 15 del Galles 2006
Dopo il mondiale, Steve Hansen che ha risollevato la squadra dopo il disastroso Sei Nazioni 2003, lascia la squadra dopo l'edizione del 2004, chiusa al quarto posto. Se ne va per diventare il vice di Graham Henry, nuovo coach della Nuova Zelanda
Gli succede il Gallese Mike Ruddock che guida i "dragoni" ad un confortante tour, ma soprattutto li porta alla conquista del Grande Slam nel Sei Nazioni 2005 . Il clima di serenità però dura poco e Ruddock lascia la squadra dopo due partite del Sei Nazioni 2006 ufficialmente per problemi famigliari. Ad interim la squadra viene affidata a Scott Johnson, neozelandese già nello staff.
A giugno 2006 arriva Gareth Jenkins che non riuscirà a risollevare la squadra con un quinto posto nel Sei Nazioni 2007 e soprattutto l'eliminazione al primo turno alla Coppa del Mondo di rugby 2007 ad opera di Figi.
Due anni dopo il precedente tour, il Galles torna in Argentina. Anche questa volta si assiste a due match tiratissimi, vinti però dai "Pumas".
Tra le edizioni della Coppa del Mondo di rugby del 2003 e 2007, la nazionale gallese di rugby a 15 vive anni pieni di alti e bassi come dimostrano i quattro allenatori che si sono succeduti sulla panchina.
Nel primo test giocato a Puerto Martin, in Patagonia, sede scelta per motivi storici (fu il luogo dove nel 1865 si stabilirono immigrati gallesi). Il successo dei pumas è di misura, ma solo una meta nel recupero dell'esordiente James Hook riduce lo svantaggio.
| Puerto Martin 11 giugno 2006 | Argentina | 27 – 25 | Galles |  |

| Buenos Aires 17 giugno 2006 | Argentina | 45 – 27 | Galles |  |